# Pheidole transversostriata
Pheidole transversostriata är en myrart som beskrevs av Mayr 1887. Pheidole transversostriata ingår i släktet Pheidole och familjen myror.

## Underarter
Arten delas in i följande underarter:
- P. t. gibbata
- P. t. nigridens
- P. t. transversostriata

## Bildgalleri

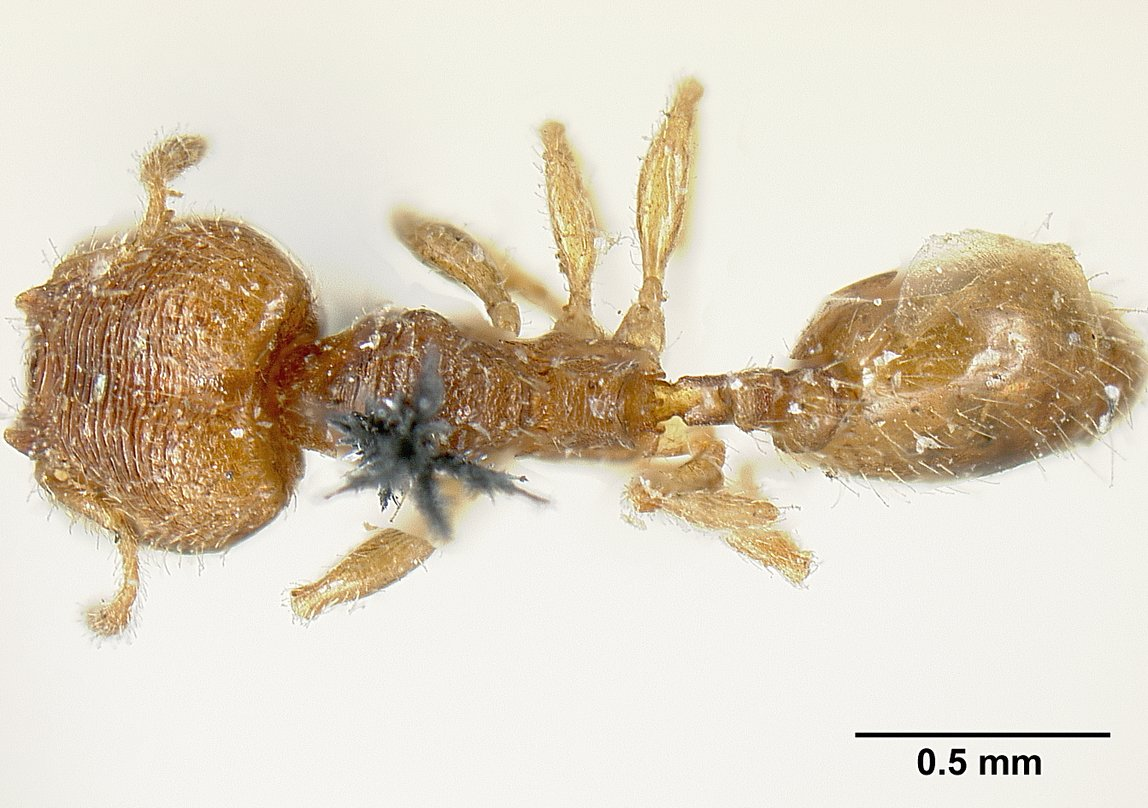
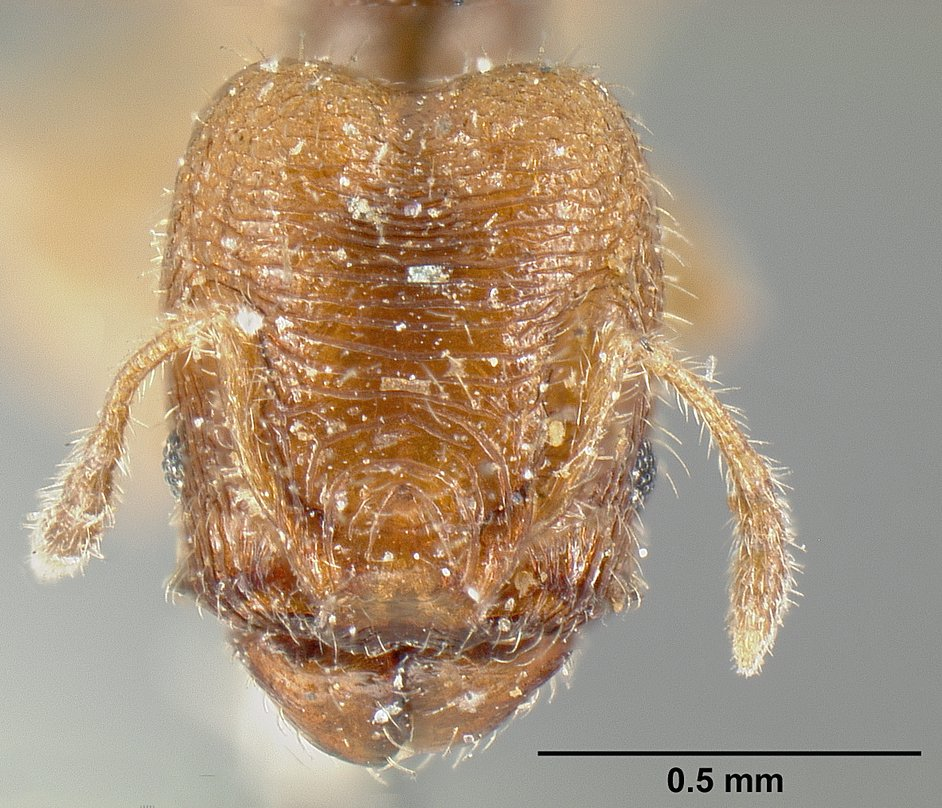
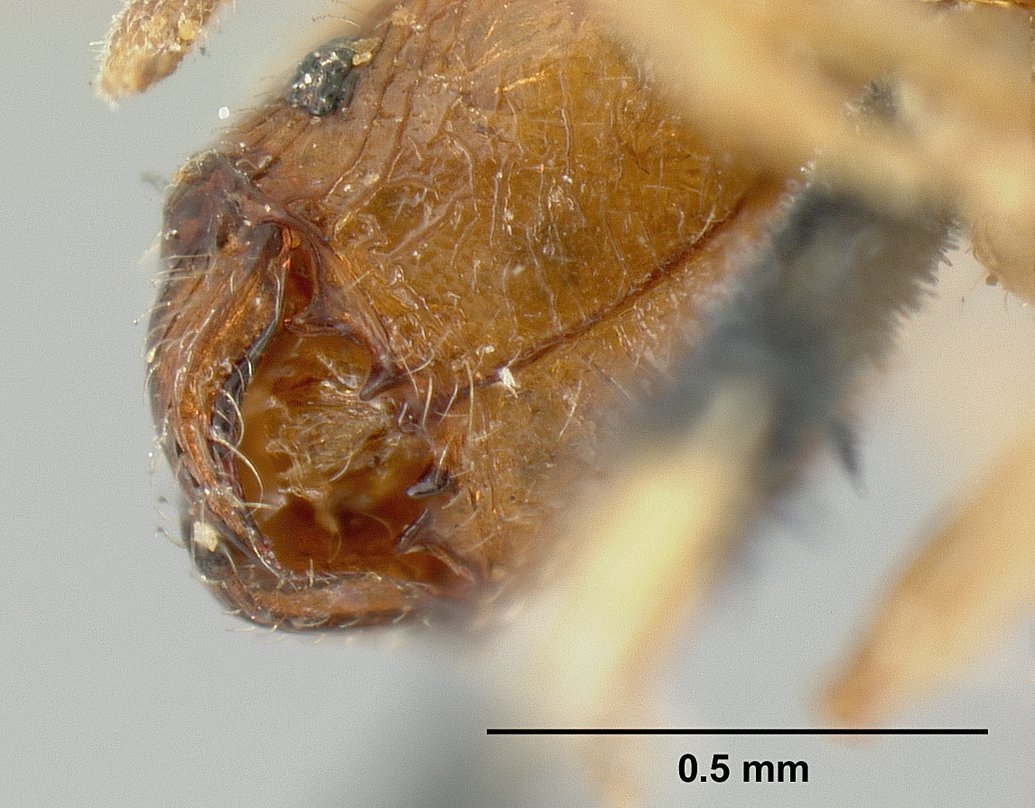
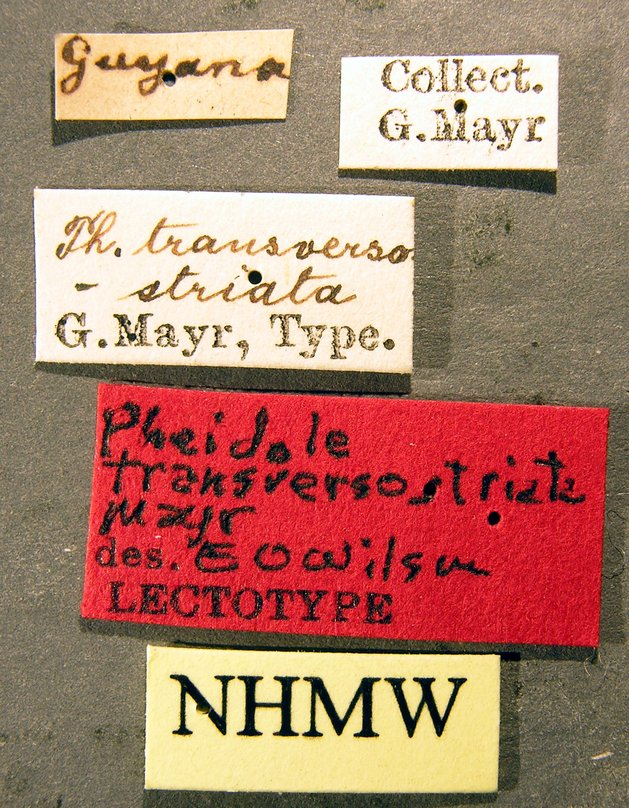
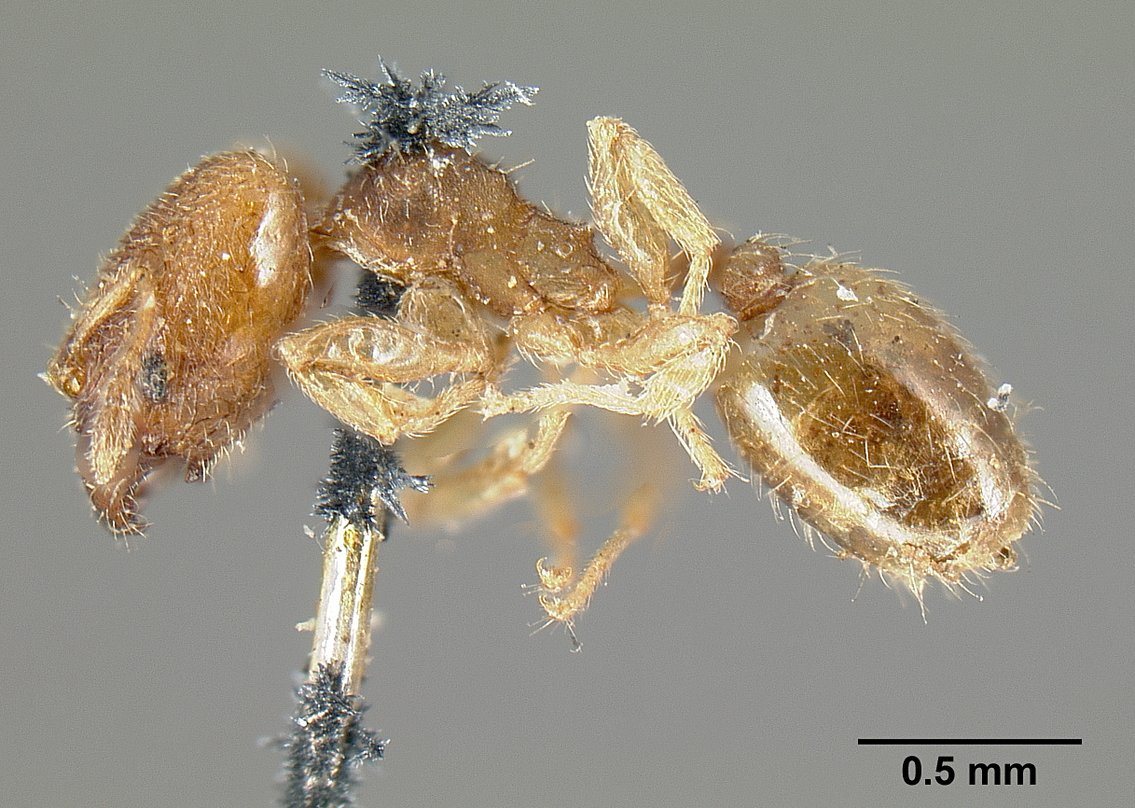
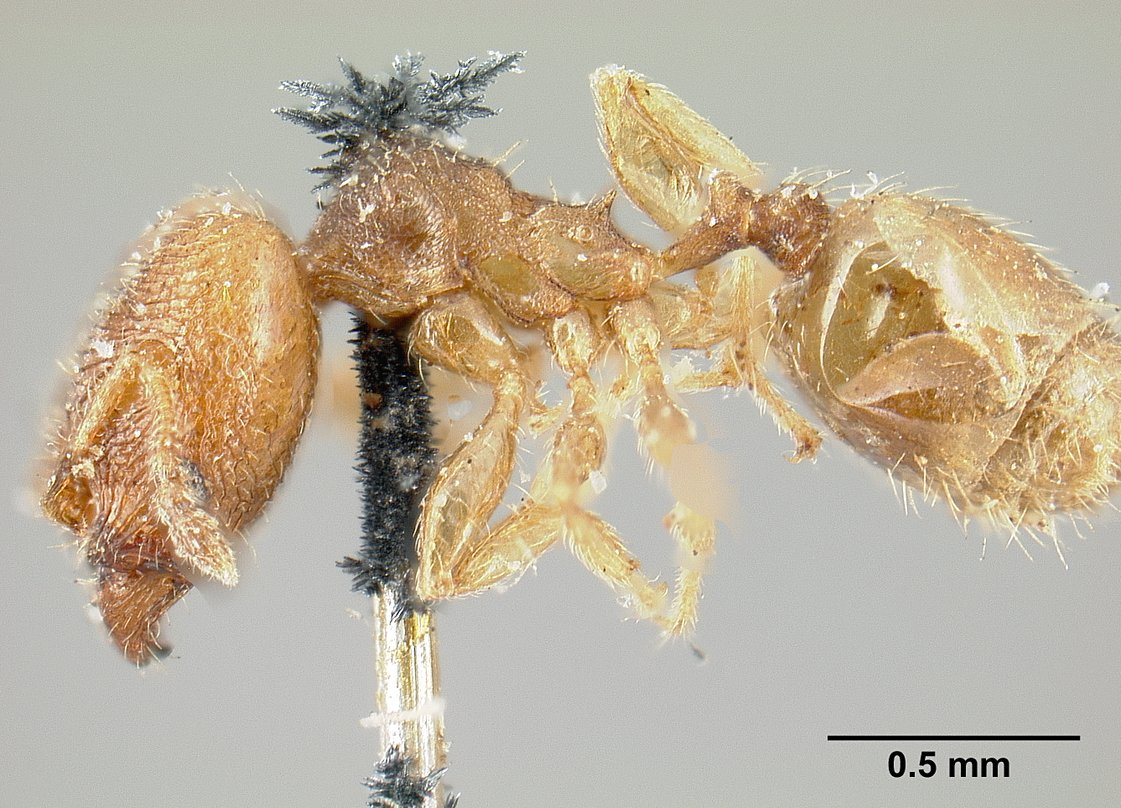